# Сизов, Фёдор Кузьмич
Фёдор Кузьми́ч Сизов (? — ноябрь 1919) — революционный деятель, профсоюзный активист, борец за власть Советов на Алтае.
Полных биографических сведений не обнаружено. Известно, что принимал участие в революционном движении Самары с 1905 г. В том же году, опасаясь арестов, переехал в Барнаул, где женился. Работал пекарем-кондитером, из-за преследований полиции часто менял место жительства, проживал в Канске, Красноярске, Томске, Камне-на-Оби, Бийске. Октябрьскую революцию встретил в Барнауле. После временного падения Советской власти в Барнауле остался в городе, принял участие в работе большевистского подполья.
В ноябре 1919 при поездке в Калманку с целью приобретения муки для пекарни, был задержан отрядом голубых улан, которые при обыске нашли у него билет члена профсоюза «Красные пекари». Уланы привезли Сизова на станцию Топчиха и сбросили со связанными руками с верхнего этажа водокачки.

## Память
Именем Сизова названы улицы в Барнауле и Топчихе.